# Mombaruzzo
Mombaruzzo (piemontiul: Mombaruss) település Olaszországban, Piemont régióban, Asti megyében. Lakosainak száma 952 fő (2023. január 1.). Mombaruzzo Bruno, Cassine, Fontanile, Gamalero, Nizza Monferrato, Quaranti, Carentino, Castelnuovo Belbo, Maranzana, Ricaldone és Frascaro községekkel határos.

## Népesség
A település lakossága az elmúlt években az alábbi módon változott:
| Lakosok száma | 1152 | 1104 | 1090 | 952  |
|               | 2008 | 2017 | 2018 | 2023 |